# Liste de grenouilles et crapauds de fiction
Pour les autres utilisations des termes « grenouille » et « crapaud », voir grenouille (homonymie) et crapaud (homonymie).
La liste qui suit répertorie, par discipline, des noms de grenouilles et crapauds de fiction.

## Alimentation
- Smacks, grenouille symbole de la marque de céréales Kellogg's.

## Bande dessinée
- Gamabunta ainsi que Gama, Oogama Sennin, Gamakichi, Gamatatsu, Gamatabi, Gamaken, Gamahiro, Gerotora, les deux grands ermites Fukakasu et Shima, Kôsuke, Gamariki, crapauds ninjas dans Naruto,
- Garulfo, grenouille de la série du même nom,
- Keroro et ses compagnons, extra-terrestres en forme de grenouilles humanisées, dans Sergent Keroro.
- Leslie, la grenouille hypocondriaque du refuge pour animaux de Liberty Meadows, par Frank Cho.
- L'épouse de Francis, dans la bande dessinée Animan d'Anouk Ricard.
- Pepe, grenouille anthropomorphique dans la bande dessinée Boy's Club de Matt Furie.
- Le crapaud alytes, dans la bande dessinée Alyte[1],[2] de Jérémie Moreau, publiée en 2024.

## Cinéma
- Aldo, grenouille du Le Cygne et la princesse.
- Le roi Harrold, grenouille de Shrek 2,
- La Princesse et la Grenouille, dessin animé de Walt Disney.
- Crapaud, baron têtard présent dans La Mare aux grenouilles et Le Noël de Mickey, autres dessins animés de Walt Disney.
- Gabi, grenouille rose de Rio 2
- Le héros du film d'animation Freddie, agent secret
- Aogaeru, valet de la sorcière Yubaba dans le film d'animation Le Voyage de Chihiro

## Jeux vidéo
- Frog (aussi appelé Glenn), grenouille du jeu vidéo Chrono Trigger,
- Slippy Toad, grenouille des jeux vidéo de la série Star Fox,
- Superfrog, grenouille du jeu vidéo du même nom,
- Rash et Zitz, deux crapauds héros du jeu beat them all Battletoads,
- Jean, grenouille du jeu vidéo Breath_of_Fire_II
- Suwako Moriya, grenouille du 10e opus de Touhou Project, portant aussi le titre de  « déesse amphibienne » .
- Ptitard (ainsi que ses évolutions Têtarte, Tartard et Tarpaud) et  Grenousse (ainsi que ses évolutions Croâporal et Amphinobi), dans les jeux vidéo de la série Pokémon.
- Miamsy, grenouille dans le jeu vidéo Teamfight Tactics.

## Littérature

### Romans
- Bufo, crapaud de Ludwig Kehlweiler, personnage de Fred Vargas,
- Monsieur Crapaud, personnage du Vent dans les saules de Kenneth Grahame,
- Trevor, crapaud de Neville Londubat dans la saga Harry Potter.
- Olloch le Glouton, démon dans la saga Fablehaven de Brandon Mull.
- Gellick, crapaud géant dans la saga La Quête de Deltora.

### Albums jeunesse
- Salto, personnage de grenouille dans la série Salto de l'auteur Pierre Labrie et de l'illustrateur Tristan Demers. Dans la version vietnamienne des aventures de Salto, il prend le nom de Ếch Xanh.
- Grenouillard dans la série jeunesse de l'auteur Rosamond Dauer et de l'illustrateur Byron Barton
- Verdurette dans la série de Claude Boujon, et le crapaud, dans son album Crapaud perché
- Mentalo dans la série Grignotin et Mentalo de Delphine Bournay
- Ranelot la grenouille et Bufolet le crapaud dans la série Ranelot et Bufolet de Arnold Lobel
- Petit-Bond  dans la série de Max Velthuijs
- Dans l'album Scritch scratch dip clapote ! de Kitty Crowther
- Dans l'album La Princesse Grenouille de Mario Ramos
- Dans l'album Reinette de Bénédicte Quinet
- Dans l'album Grenouille est trop grande de Mo Willems

## Musique
- Crazy Frog, grenouille symbole d'une sonnerie de téléphone mobile
- Peace Frog, grenouille personnage d'une chanson des Doors
- Platée, « nymphe batracienne » de l'opéra du même nom de Jean-Philippe Rameau
- Ricardo Prosetti, grenouille marionnette du groupe de hip hop The Puppetmastaz
- Le clip vidéo de la célèbre chanson Love Is All met en scène en grenouille avec une guitare

## Mythologie
- Tiddalik, grenouille légendaire de la mythologie aborigène

## Télévision
(par ordre alphabétique)
- Démétan, la petite grenouille, série animée japonaise ;
- Flip la grenouille, personnage d'Ub Iwerks ;
- Grenouille, personnage du Frog et Fou Furet ;
- Hypnotoad, crapaud doué de pouvoir hypnotique dans la série animée Futurama ;
- Kaeloo, la grenouille joyeuse et remplit d'imagination qui se transforme en une version crapaud de Hulk lorsqu'elle se met en colère, protagoniste de la série éponyme ;
- Kermit la grenouille, personnage du Le Muppet Show ;
- Kermitterrand, personnage décliné de Kermit, dans Le Bébête show, et représentant le Président Mitterrand ;
- Kiki, grenouille de La Maison de Toutou, une série de l'ORTF ;
- Monseigneur, le crapaud domestique dans la série Magic ;
- Pancho et Rancho, crapauds de la série de dessins animés de DePatie-Freleng ;
- Tiana et Naveen, grenouilles de La Princesse et la Grenouille ;
- Tsuyu Asui, élève de la Seconde A ayant l'alter Grenouille dans My Hero Academia ;
- Ze Frog, grenouille de Souris City.